# بی‌اف‌اف

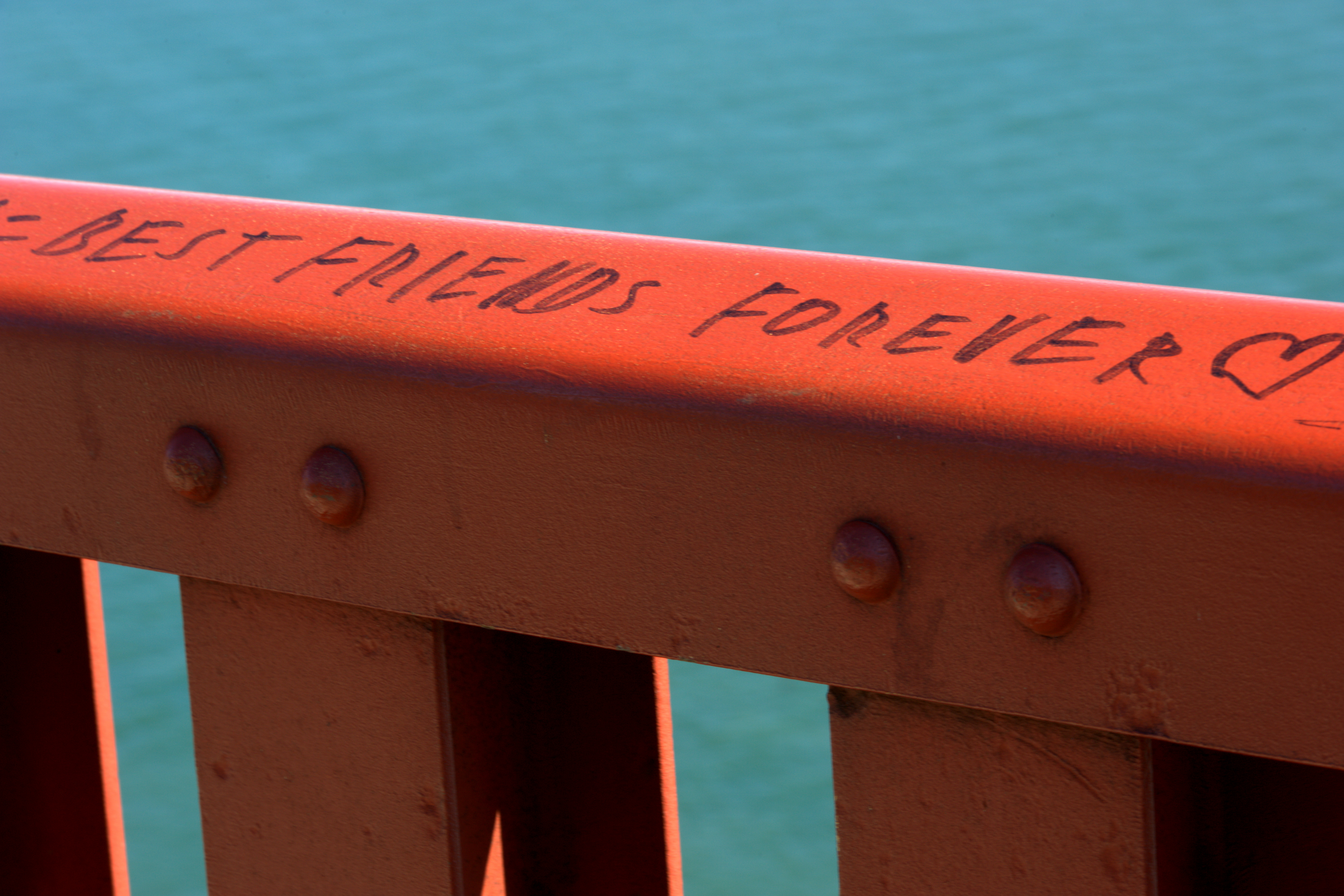
کلمات بهترین دوستان برای همیشه نوشته شده بر روی پل گلدن گیت (Guillaume Paumier, CC-BY)

بهترین دوستان برای همیشه (به انگلیسی: Best Friends For ever) عبارتی است که دوستی نزدیک را توصیف می‌کند. این عبارت  با نام «بی‌اف‌اف» یا «BFF» نیز شناخته می‌شود.

## تعریف
بی‌اف‌اف اصطلاحی برای بهترین دوست یا دوست نزدیک است. که این دوستی با اعتماد، و ماندگاری صرف نظر از تعداد دفعاتی که معنای دوستی در زندگی شما را تغییر داده‌است، مشخص می‌شود. بی‌اف‌ف‌ها معمولاً در تماس نزدیک هستند و تجربیات مشترکی دارند، مانند شرکت در یک مدرسه یا اشتراک سلیقه‌های موسیقی. روابطی که به عنوان بی‌اف‌اف توصیف می‌شوند در دبیرستان و راهنمایی معمول است و اغلب هنگام رفتن مهمانی به کالج کاهش می‌یابد. واژه بی‌اف‌اف لزوماً انحصار را منتقل نمی‌کند. بسته به تفسیر یا فلسفه فردی شخص از مفهوم «بی‌اف‌اف»، یک فرد ممکن است بیش از یک بی‌اف‌اف به‌طور همزمان نداشته باشد.

## ریشه
در قسمتی از فرندز، شخصیت فیبی از عبارت بی‌اف‌اف استفاده می‌کند و به بقیه اعضای گروه توضیح می‌دهد که این به معنی «بهترین دوستان برای همیشه» است. اگرچه مفهوم داشتن یا «بهترین دوست» بدون سن است، مخفف بی‌اف‌اف به عنوان راهی سریع برای امضاء و ابراز احساسات مثبت دوستان در هنگام پیام رسانی فوری (ارسال پیام کوتاه) در رایانه یا ارسال پیام کوتاه در تلفن‌های همراه نیز شناخته می‌شود.
کلمه مخفف «بی‌اف‌اف» در ۱۶ سپتامبر ۲۰۱۰ به دیکشنری آمریکایی آکسفورد جدید فرهنگ لغت انگلیسی آکسفورد استفاده از بی‌اف‌اف را در سال ۱۹۸۷ مستند می‌کند.

## ادراک فرهنگی
طبق یک نظرسنجی در فرانسه، بی‌اف‌اف مفهومی است که در شبکه‌های اجتماعی جای خاصی را اشغال می‌کند. این ارزش به ویژه برای نسل هزاره‌ای که به‌طور مکرر طلاق را تجربه می‌کنند، اطمینان بخش است. این نشانه موفقیت اجتماعی و زندگی متعادل است.
یک نظرسنجی بزرگ در مورد دوستی در انگلستان در سال ۲۰۰۳ نشان داد که به‌طور متوسط، مردم نه دوست صمیمی داشتند. در دوران ابتدایی و راهنمایی، بهترین دوستی‌ها اغلب کمتر از یک سال تحصیلی کامل به طول می‌انجامد.
باربارا دلینسکی یک بی‌اف‌اف را چنین توصیف کرد: «کسی که مجبور نیستید هر روز او را ملاقات کنید، کسی که دوست دارد شما اغلب صحبت می‌کنید یا نه، کسی که همه چیز را رها می‌کند و در صورت نیاز به پرواز بعدی می‌پردازد. این کسی است که تا زمانی که با شماست، نمی‌تواند به کجا و چه چیزی بخورد اهمیتی بدهد.» 

## مطالعات آکادمیک
در سال ۲۰۱۰، مفهوم بی‌اف‌اف بخشی از قرارداد بی‌اف‌اف بود «برای تشویق امضاکنندگان به حل اختلافات خود قبل از تقسیم.»
در تحقیقی که در دانشگاه آکسفورد انجام شد، تامس دیوید-برت و همکارانش گزارش کردند که تعداد زیادی عکس‌های پروفایل غیرمعمول در فیس بوک وجود دارد که دو زن را نشان می‌دهد. این الگو در هر منطقه از جهان وجود دارد. پس از حذف فرضیه‌های جایگزین، این مطالعه به این نتیجه رسید که این یافته نشان می‌دهد که (الف) الگوهای تشکیل دوستی نزدیک بین انسانها جهانی است و (ب) تفاوت جنسیتی مشخصی در تمایل به ایجاد دوستی پایدار به دلیل علت نهایی تکاملی وجود دارد. این نشان می‌دهد که مفهوم بی‌اف‌اف، هرچند با نام دیگری، ممکن است در بسیاری از فرهنگ‌ها وجود داشته باشد و به دوران تکاملی بازمی‌گردد.

## استفاده تجاری
شرکت‌هایی مانند کوکا کولا از این عبارت در برخی از محصولات کولا استفاده کرده‌اند. قوطی آنها می‌گوید «یک نوشابه رژیمی را با بی‌اف‌اف خود به اشتراک بگذارید».